# Фундрес (Болцано)
Фундрес је насеље у Италији у округу Болцано, региону Трентино-Јужни Тирол.
Према процени из 2011. у насељу је живело 535 становника. Насеље се налази на надморској висини од 1122 м.